# The Forgotten Tales
The Forgotten Tales est un album compilation du groupe de power metal allemand Blind Guardian. Il contient des titres inédits, des versions alternatives de morceaux (acoustiques ou orchestrales) et des reprises du groupe.

## Liste des titres
1. Mr. Sandman (2:12)
2. Surfin' USA (2:27)
3. Bright Eyes (Rearranged & Acoustic) (4:24)
4. Lord of the Rings (Rearranged & Orchestral) (3:58)
5. The Wizard (3:18)
6. Spread Your Wings (4:15)
7. Mordred's Song (Rearranged & Acoustic) (5:18)
8. Black Chamber (Rearranged & Orchestral) (1:17)
9. The Bard's Song (live) (4:13)
10. Barbara Ann / Long Tall Sally (1:47)
11. A Past and Future Secret (3:49)
12. To France (4:44)
13. Theatre of Pain (Rearranged & Orchestral) (4:15)